# Liste der Bodendenkmäler in Zülpich
Die Liste der Bodendenkmäler in Zülpich enthält die denkmalgeschützten unterirdischen baulichen Anlagen, Reste oberirdischer baulicher Anlagen, Zeugnisse tierischen und pflanzlichen Lebens und paläontologische Reste auf dem Gebiet der Stadt Zülpich im Kreis Euskirchen in Nordrhein-Westfalen (Stand: Januar 2021). Diese Bodendenkmäler sind in Teil B der Denkmalliste der Stadt Zülpich eingetragen; Grundlage für die Aufnahme ist das Denkmalschutzgesetz Nordrhein-Westfalen (DSchG NRW).
| Bild | Bezeichnung                                                   | Lage                                         | Beschreibung | Bauzeit | Eingetragen seit | Denkmal- nummer |
| ---- | ------------------------------------------------------------- | -------------------------------------------- | ------------ | ------- | ---------------- | --------------- |
|      | Römerzeitliche Badeanlage                                     | Zülpich Mühlenberg                           |              |         | 19.05.1987       | 1               |
|      | Kirche St. Martin                                             | Zülpich                                      |              |         | 03.04.1991       | 2               |
| BW   | Archäologisches Bodendenkmal                                  | Zülpich Ecke Guinbertstraße/Mühlenberg Karte |              |         | 11.03.1994       | 3               |
| BW   | Siedlung, Brunnen; Gruben                                     | Zülpich Karte                                |              |         | 24.11.1999       | 8               |
|      | Villa Rustica, Römerallee                                     | nordöstlich von Zülpich                      |              |         | 23.05.2001       | 11              |
| BW   | Wüstung Burg Gartzem (EU 299)                                 | Enzen Karte                                  |              |         | 28.07.2010       | 12              |
| BW   | Kloster Antonigartzem (EU 011)                                | Enzen Karte                                  |              |         | 28.07.2010       | 13              |
|      | sämtliche Grundstücke im Bereich des römischen Vicus (EU 291) | Zülpich                                      |              |         |                  |                 |